# Concierto gitano
L'escultura urbana coneguda pel nom Concierto gitano, ubicada a la carrer Comandante Caballero, a la ciutat d'Oviedo, Principat d'Astúries, Espanya, és una de les més d'un centenar que adornen els carrers de l'esmentada ciutat espanyola.
El paisatge urbà d'aquesta ciutat, es veu adornat per obres escultòriques, generalment monuments commemoratius dedicats a personatges d'especial rellevància en un primer moment, i més purament artístiques des de finals del segle xx.
L'escultura, feta a bronze, és una obra pòstuma de Sebastián Miranda y Pérez-Herce, ja que és una reproducció augmentada (tres vegades i mitja) de l'original que es va fer a marbre blanc per col·locar-lo en l'interior de l'Auditori Príncep Felip a Oviedo, que es titula "Música", i porta la signatura de l'autor; i està datada 1999.